# بلومفیلد (کنتیکت)
بلومفیلد، کنتیکت، (به انگلیسی: Bloomfield, Connecticut) از شهرهای هارتفورد کانتی، ایالت کنتیکت، ایالات متحده آمریکا است، که بر پایه سرشماری ۲۰۱۰ ایالات متحده امریکا، جمعیت آن ۲۰٫۴۸۶ نفر می‌باشد.

## نگارخانه

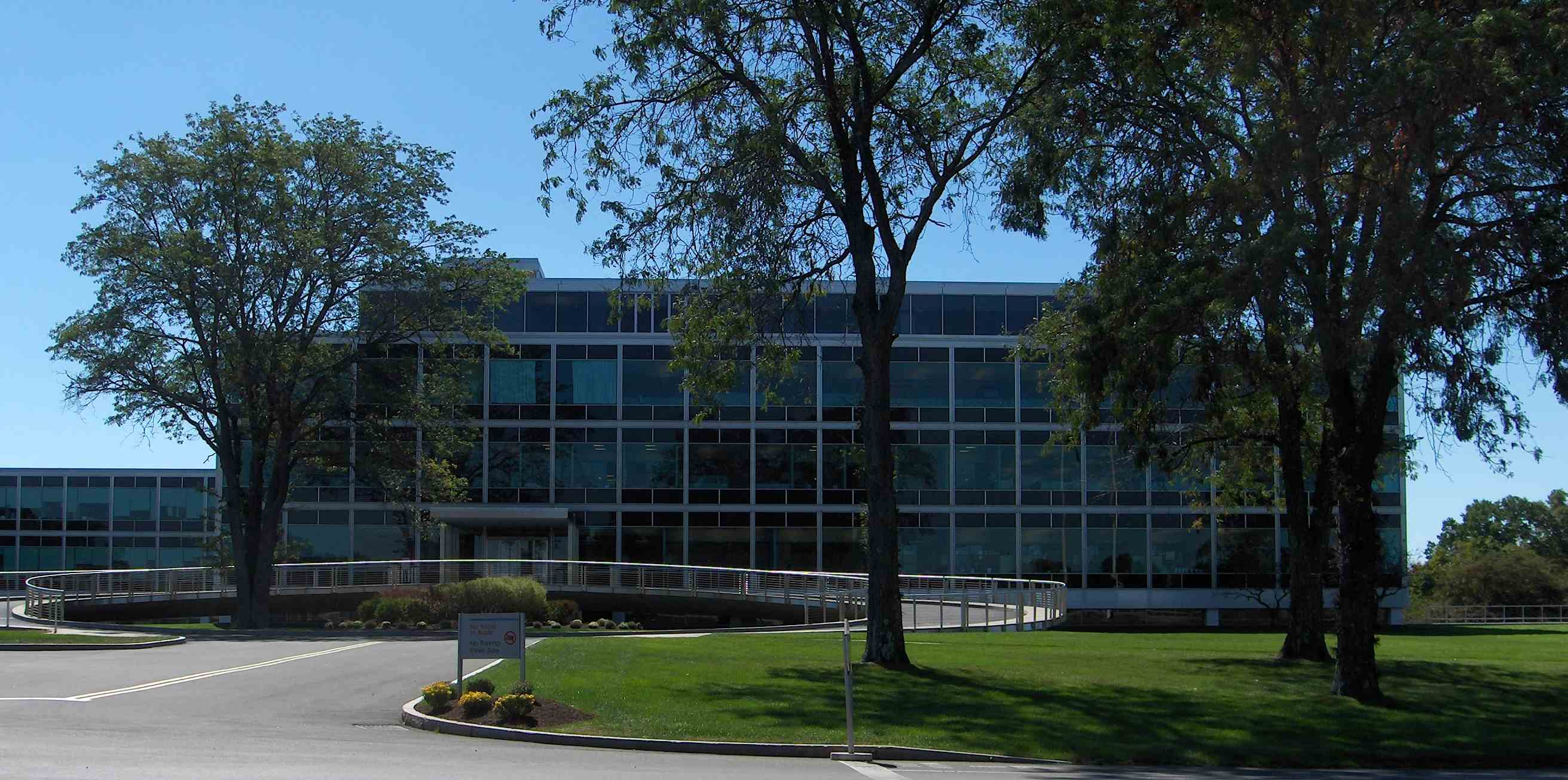
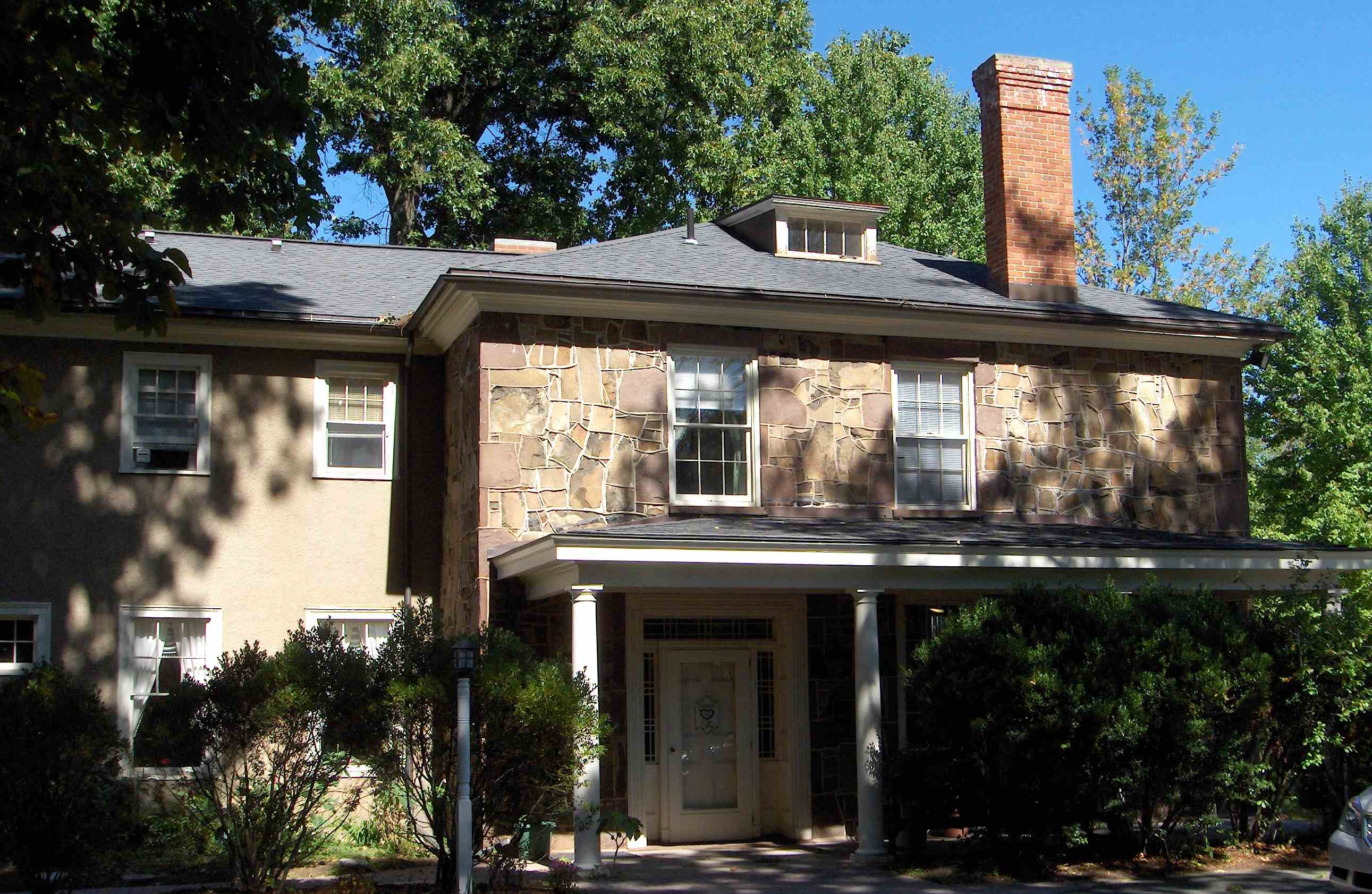
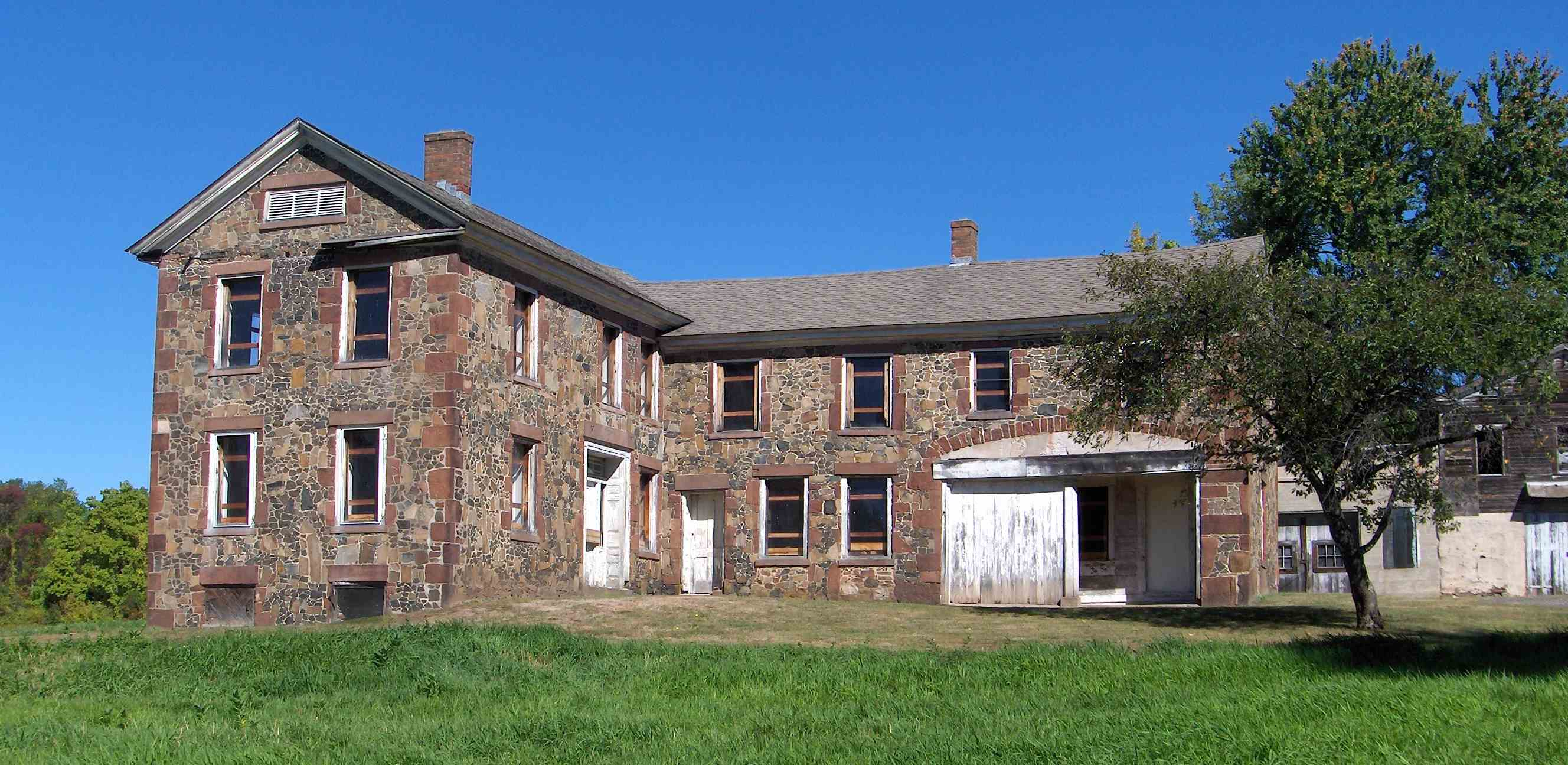
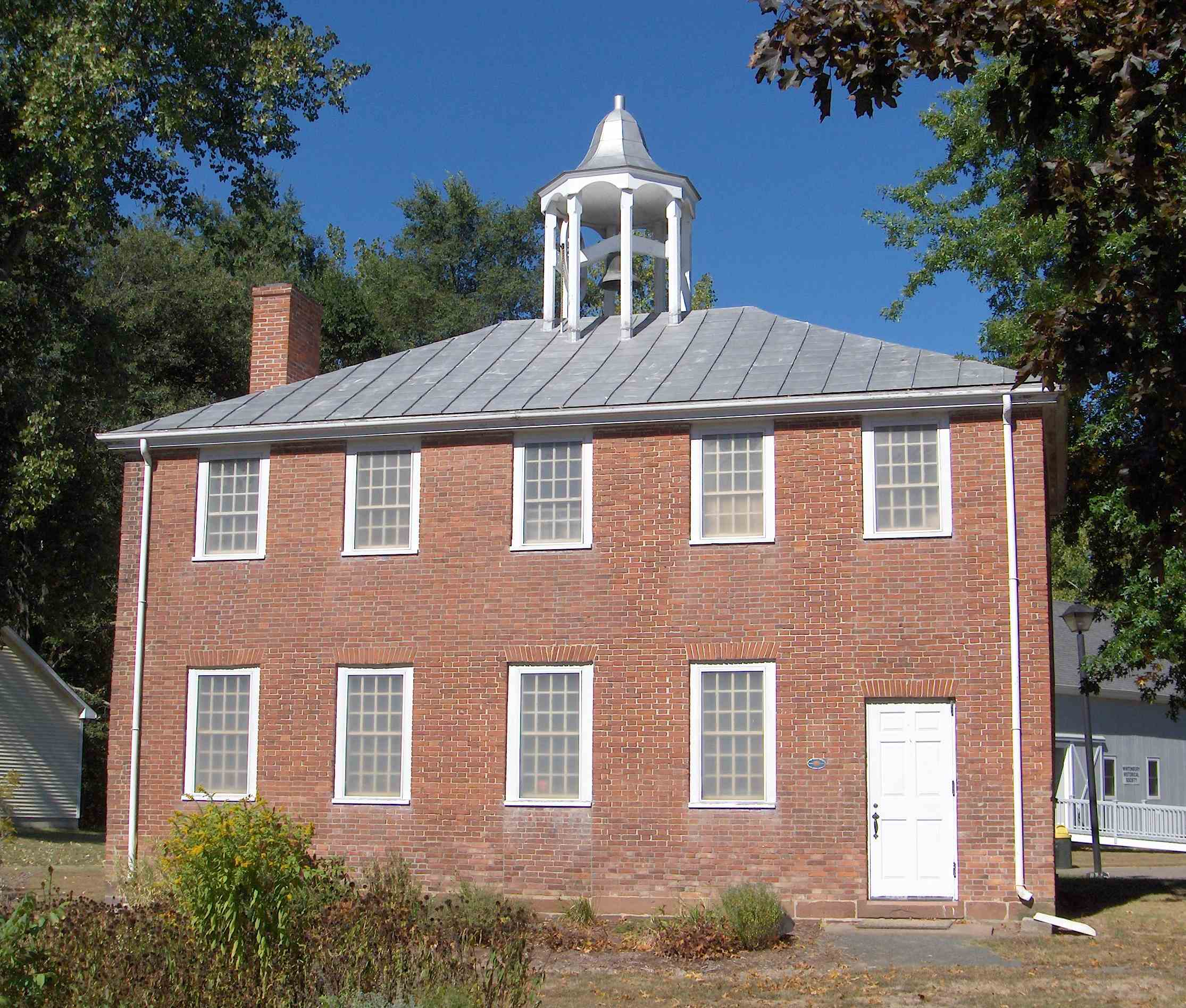
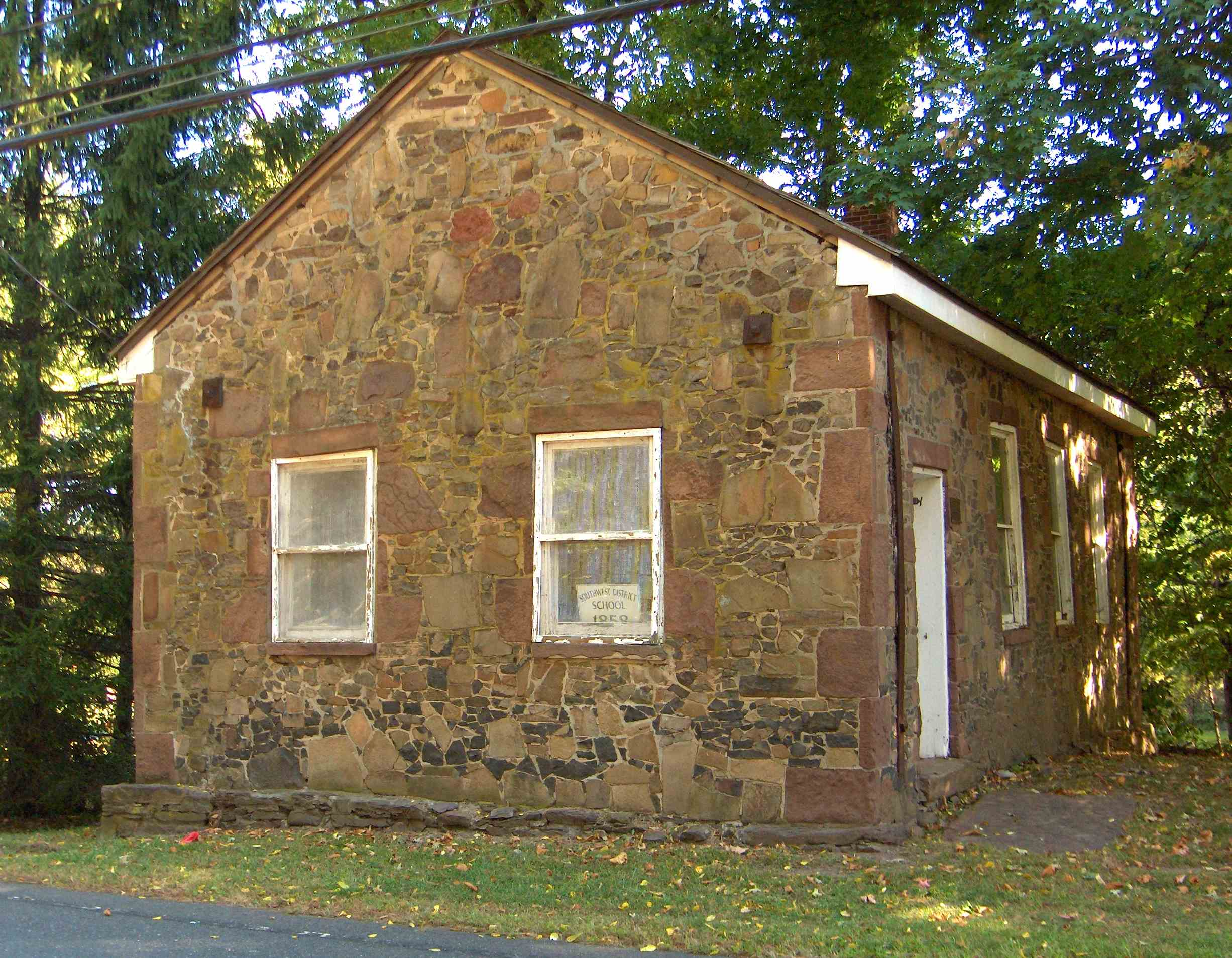